# Sistema de Pagamentos em Moeda Local
| Países com acordo bilateral | Valor (em US$)                 |
| --------------------------- | ------------------------------ |
| Brasil-Argentina            | {\displaystyle 120.000.000,00} |
| Brasil-Uruguai              | {\displaystyle 40.000.000,00}  |
| Argentina-Uruguai           |                                |

O Sistema de Pagamentos em Moeda Local (SML) foi criado em 3 de outubro de 2008, ele permite que as transações (ordens de pagamento) sejam efetuadas em moeda local. Inicialmente, o SML tem sido usado somente nas transações de comércio de bens envolvendo o Brasil e a Argentina, mas recentemente o sistema esta sendo expandido para outros países como Uruguai.
Outros países como Paraguai, Rússia, Índia e China já demonstraram interesse em adotar o sistema no comércio bilateral com o Brasil.
A grande vantagem é que remetentes e destinatários dos dois países têm a opção de pagar ou receber o pagamento na sua própria moeda local, ou seja, brasileiros só utilizam reais; argentinos pesos argentinos, e uruguaios pesos uruguaios.
Isso facilita muito a vida de pequenos produtores que até então só estavam acostumados a vender e comprar mercadorias em suas próprias moedas. Bons exemplos são os pequenos vendedores de redes de Natal ou de biquínis de Búzios. Enquanto pode parecer complicado fixarem seus preços em dólares, incluindo frete e seguros, o SML viabiliza que toda a venda seja feita em reais, pois possibilita que o pagamento seja feita na sua moeda. Assim, este pequeno exportador pode ir a uma agência dos Correios e verificar quanto custaria mandar o produto pelo Exporta Fácil, por exemplo. Acertados os valores em reais entre as partes, o importador argentino só precisa ir a uma agência bancária na Argentina, informar os dados bancários do exportador e o valor da operação (em reais). A cobrança será feita pelo seu banco — pela conversão do valor registrado — em pesos. O exportador brasileiro terá certeza de quanto irá receber pela sua venda: não precisará fazer câmbio em nenhum momento, assim, não pagará por contratos de câmbio, pela realização do câmbio, não terá que se precaver em relação à cotação real/dólar.
No primeiro ano exportadores e importadores brasileiros e argentinos só poderiam usar o SML em relação às transações envolvendo bens, mas os Bancos Centrais estudam a possibilidade de expandir o sistema possibilitando também no futuro operações de comércio de serviços e pagamentos de benefícios sociais.
Não só os Bancos Centrais fazem parte do Sistema, mas também uma série de bancos brasileiros e argentinos. Um crescente uso do SML nas transações bilaterais entre Brasil e Argentina é a prova de sucesso do sistema. Dessa forma espera-se que a implementação do sistema em outros países como Uruguai e Paraguai também melhorem e intensifiquem as relações comercias no Mercosul.